# Estação Garibaldi
Garibaldi é uma estação da linha 13 do Metrô de Paris, localizada no território da comuna de Saint-Ouen, no departamento de Seine-Saint-Denis.

## Localização
A estação está situada sob a avenue Gabriel-Péri, ao sul do início da rue Charles-Schmidt. Aproximadamente orientada ao longo de um eixo norte-sul e localizado no ramal para Saint-Denis - Université, ela se intercala entre as estações Mairie de Saint-Ouen e Porte de Saint-Ouen.

## História
A estação foi aberta em 30 de junho de 1952 com o lançamento da primeira extensão do ramal nordeste (atual ramal azul) da linha 13 de Porte de Saint-Ouen a Carrefour Pleyel, que constitui a última extensão da rede antes de uma ruptura que perdurará até início dos anos 1970, com recursos financeiros limitados no contexto do pós-guerra.
Deve o seu nome à proximidade com a rue Garibaldi, que homenageia Giuseppe Garibaldi (1807-1882) que foi um dos artesãos da unidade italiana. Republicano convicto, desejando Roma como capital da Itália, ele lutou contra a Áustria em 1859, o Reino de Nápoles em 1860 e o Papado em 1867. Ele também serviu a França durante o conflito de 1870-1871.
A estação é, com Mairie de Saint-Ouen e Carrefour Pleyel na mesma porção da linha, uma das últimas três construídas no estilo histórico da rede, caracterizada pela utilização das telhas brancas biseladas e uma abóbada ovoide, antes da aparição das primeiras "estações-caixas" de da década de 1970.
No programa "Renovação do metrô" da RATP, os corredores da estação e a iluminação das plataformas foram renovados em 25 de agosto de 2004.
Ele viu entrar 3 127 029 passageiros em 2013, o que a coloca na 168a posição das estações de metrô por sua frequência em 302.

## Serviços aos Passageiros

### Acessos
A estação tem três acessos repartidos em quatro entradas de metrô, levando de cada lado da avenue Gabriel-Péri e decoradas com balaustradas e três candelabros do tipo Dervaux:
- O acesso 1 "Rue Garibaldi" constituída por uma escada fixa, localizada à direita do nº 80 da avenida;
- O acesso 2 "Rue Farcot" constituída também de uma escada fixa, se situando de frente para o nº 78 da avenida;
- O acesso 3 "Rua Charles-Schmidt" compreendendo duas saídas conectadas por um mesmo entorno à direita do nº 65 da avenida; uma é constituída por uma escada fixa e a outra por uma escada rolante que sobe desde o corredor de saída da plataforma em direção a Saint-Denis - Université.

### Plataformas

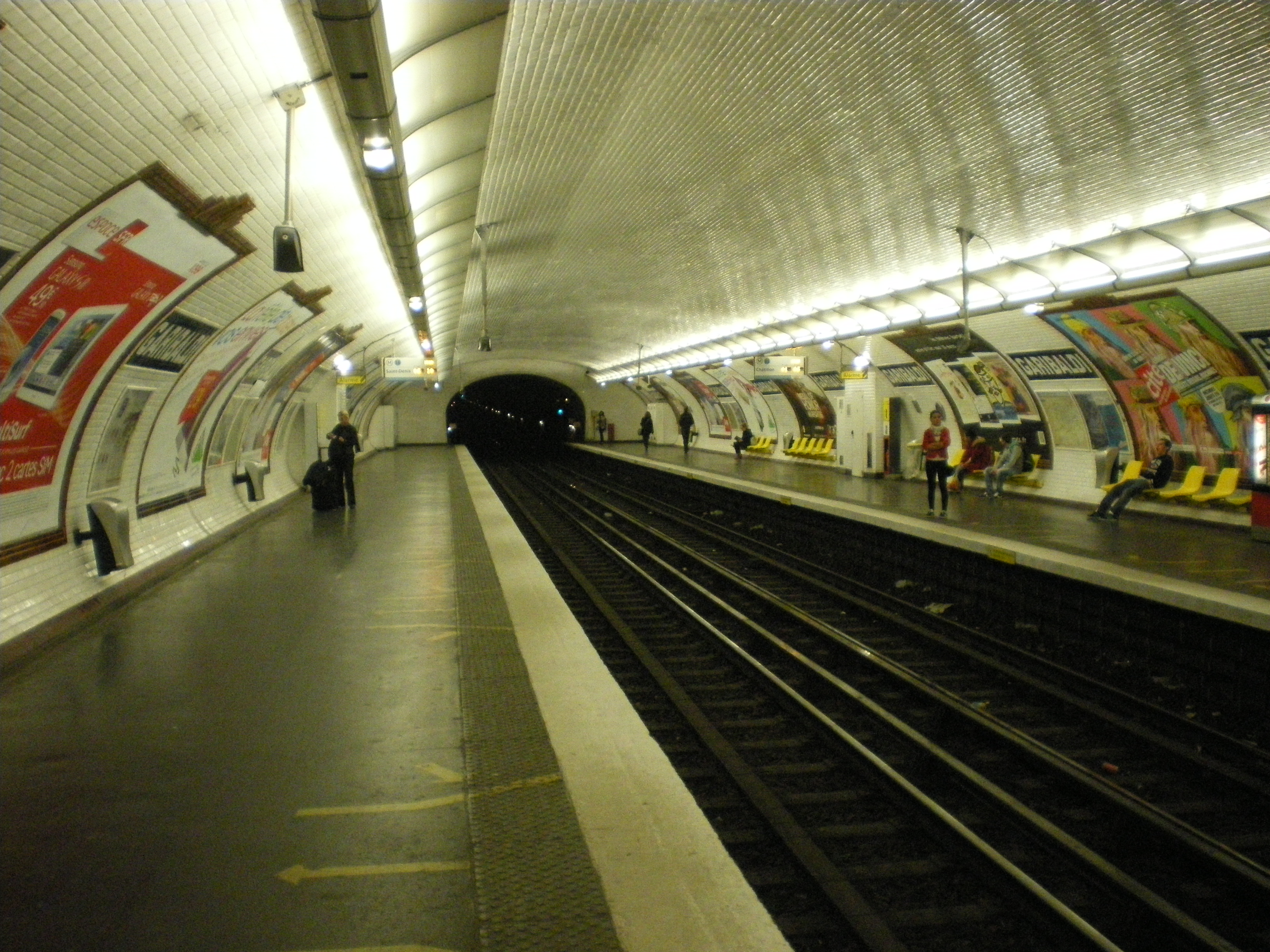
As plataformas da estação.

Garibaldi é uma estação de configuração padrão: ela possui duas plataformas laterais separadas pelas vias do metrô e a abóbada é elíptica. A decoração é do estilo utilizado na maioria das estações de metrô: as faixas de iluminação são brancas e arredondadas no estilo "Gaudin" da renovação do metrô da década de 2000, e as telhas em cerâmica brancas biseladas recobrem os pés-direitos, a abóbada, os tímpanos e as saídas dos corredores. Os quadros publicitários, em faiança de cor de cobre, são encimados pela letra "M" (variante encontrada em apenas 7 outras estações da rede) e o nome da estação também está em faiança no estilo da CMP original. Os assentos de estilo "Motte" são de cor amarela.

### Intermodalidade

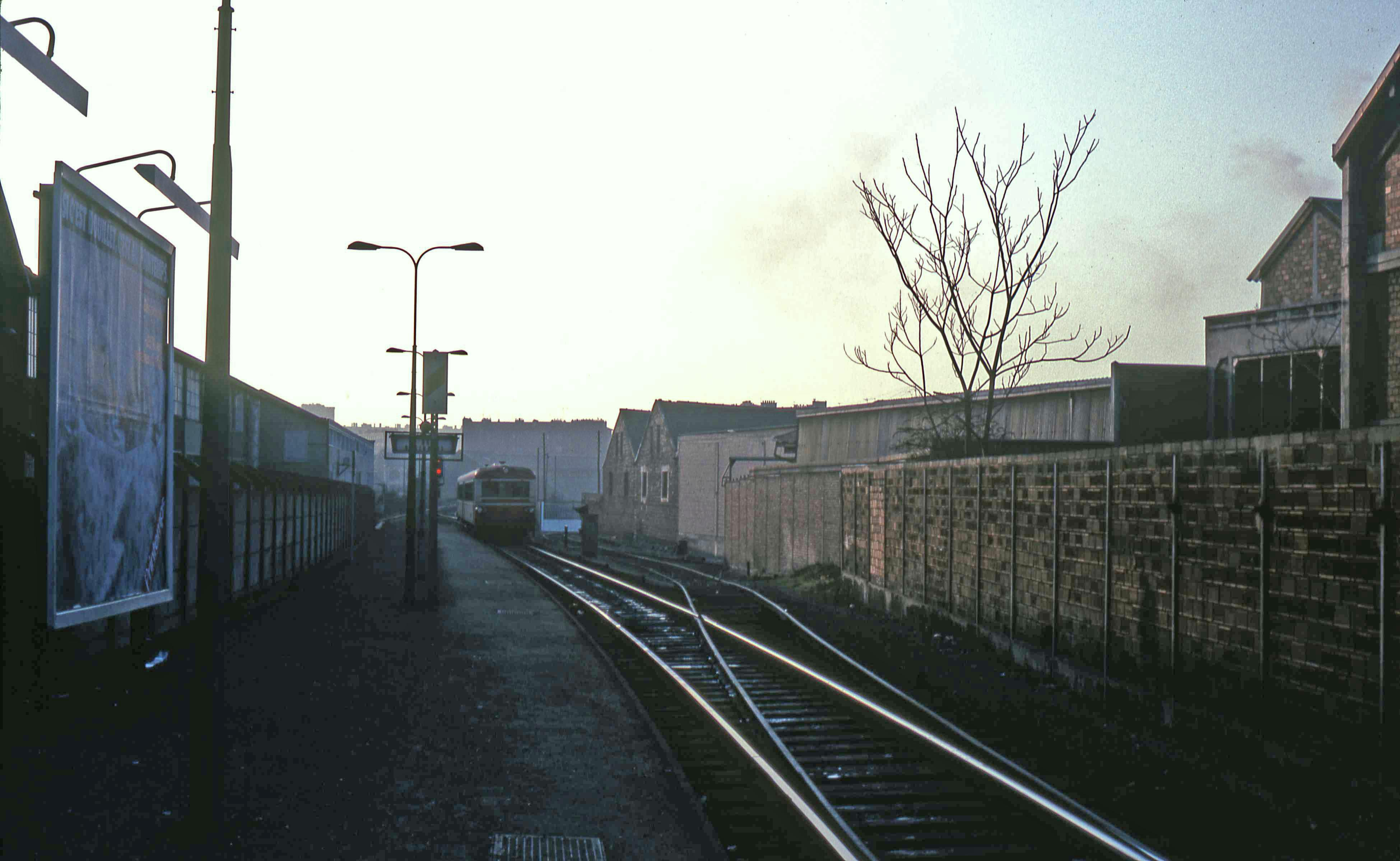
A antiga estação de Saint-Ouen-Garibaldi, na linha de Saint-Ouen-les-Docks estava em correspondência com a estação do metrô.

A estação é servida pelas linhas 85, 137 e pelo serviço urbano L'Audonienne da rede de ônibus RATP e, à noite, pelas linhas N14 e N44 da rede Noctilien.
A estação tinha uma correspondência com a linha de Saint-Ouen-les-Docks, na estação de Saint-Ouen-Garibaldi, até o fechamento desta em 1988.

## Pontos turísticos
- Mercado de Pulgas de Saint-Ouen
- Igreja de Notre-Dame-du-Rosaire